# Мотяково
Мотяко́во — деревня в Московской области России. Входит в городской округ Люберцы. Население — 134 чел. (2010).

## География
Деревня Мотяково расположена в северо-восточной части городского округа Люберцы, примерно в 6 км к востоку от города Люберцы. Высота над уровнем моря 126 м. Рядом с деревней протекает река Чёрная. К деревне приписано 5 СНТ. Ближайший населённый пункт — деревня Русавкино-Романово городского округа Балашиха.

## Название
В письменных источниках упоминается как Митина, Мешкова, Мотяково тож (1623 год), с 1697 года — село Ильинское, Мотяково тож. В Списке населённых мест 1862 года — сельцо Ильинское (Мотяково, Матеково), а с 1890 года закрепилось название Мотяково.
Название Митино связано с разговорной формой личного имени Дмитрий — Митя; Мешково связано с некалендарным личным именем Мешок, а Мотяково — с некалендарным личным именем Мотяка(а).

## История
В 1926 году деревня являлась центром Мотяковского сельсовета Ухтомской волости Московского уезда Московской губернии.
С 1929 года — населённый пункт в составе Ухтомского района Московского округа Московской области.
До муниципальной реформы 2006 года Мотяково находилось в подчинении администрации рабочего посёлка Красково.
С 2006 до 2016 гг. деревня входила в городское поселение Красково Люберецкого муниципального района. С 2017 года деревня входит в городской округ Люберцы, в рамках администрации которого деревня подчинена территориальному управлению Красково-Малаховка.

## Население
В 1926 году в деревне проживало 351 человек (156 мужчин, 195 женщин), насчитывалось 60 крестьянских хозяйств. По переписи 2002 года — 241 человек (107 мужчин, 134 женщины).
| 1926 | 2002 | 2006 | 2010 |
| ---- | ---- | ---- | ---- |
| 351  | ↘241 | →241 | ↘134 |